# 星野奏子
星野奏子（ ，本名：渡邊奏子）（1979年12月3日—）是KONAMI的遊戲音樂歌手、作詞家。活躍於Bemani的「beatmania IIDX」。東京都出身，青山學院大學（夜學）畢業。血型A型。
在參與科樂美之前曾參與早安少女組。和「avex dream 2000」甄選活動，但落選。

## 外部連結
- 星野奏子 Official Website （页面存档备份，存于）
- 星野奏子blog （页面存档备份，存于）
- 星野奏子twitter （页面存档备份，存于）
- BEMANI EXPO （页面存档备份，存于）
- beatnation summit movie Report（Vol.1 DJ Yoshitaka & Ryu☆）